# كاثرين إدواردز
كاثرين إدواردز (بالإنجليزية: Kathryn Edwards)‏ هي مقدمة تلفزيونية أمريكية، ولدت في 16 أكتوبر 1964 في ميلواكي في الولايات المتحدة.

## روابط خارجية
كاثرين إدواردز على موقع IMDb (الإنجليزية)